# فيلي جونز (لاعب كرة قدم أمريكية)
فيلي جونز (بالإنجليزية: Willie Jones)‏ هو لاعب كرة قدم أمريكية أمريكي، ولد في 22 نوفمبر 1957 في دبلن في الولايات المتحدة.

## وصلات خارجية
- ويلي جونز على موقع مرجع كرة القدم المحترفة.كوم (الإنجليزية)